# 전우크라이나 연합 "자유"
대한민국 언론에서는 자유당(自由黨)으로도 번역하는 전우크라이나 연합 "자유"(우크라이나어: Всеукраїнське об'єднання «Свобода» 우세우크라인스케 오비예드난냐 "스보보다"[*], Vseukrayinske obyednannia "Svoboda") 또는 스보보다는 우크라이나의 민족주의 정당이며 2014년 현재 우크라이나의 5대(大) 정당이다. '스보보다'는 우크라이나어로 "자유"(Freedom)를 뜻한다. 스보보다 당원이 되기 위한 결정적 조건은 반드시 우크라이나 민족에 속해야 한다는 것이다.
이 당은 1991년 우크라이나 사회민족당(우크라이나어: Соціал-національна партія України, SNPU)으로 창당되었으며, 리비우를 근거지로 두고 우크라이나 민족주의와 반유대주의를 근간으로 한 우파 포퓰리즘 활동을 해왔다. 그 당의 부설기관의 이름은 '요제프 괴벨스 정치연구소'였으며, 따라서 사회민족당의 후신(後身)인 스보보다의 실체에 대해서도 많은 이들이 의구심을 표명하고 있다. 지지세가 미약한 군소 정당이었으나 2009년 테르노필주 지방선거와 2010년 지방선거에서 갈리치아 지방을 중심으로 괄목할 만한 성장을 하였으며, 그 지역의 주요 정치단체로 등장하였다. 이후 2012년 우크라이나 총선에서 처음으로 우크라이나 의회에 의원을 배출하였다. 10.44%의 득표를 얻어 제4위 정당이 되었다.

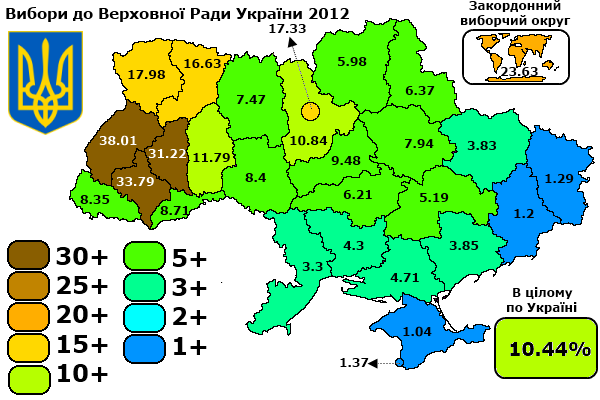
2012년 우크라이나 총선거에 있어서의 스보보다의 지지율

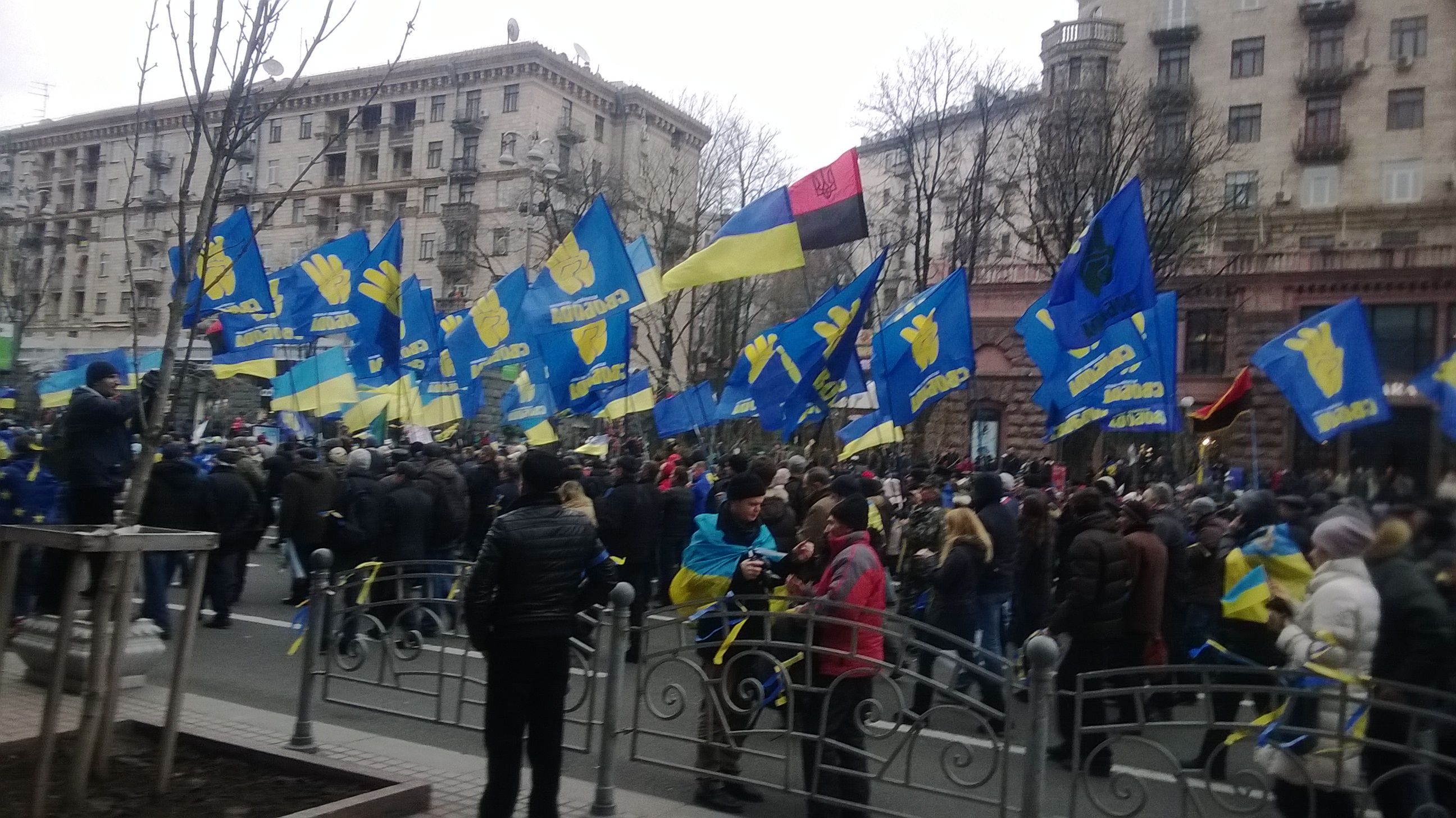
스보보다의 반(反)빅토르 야누코비치 시위, 2013년 키이우

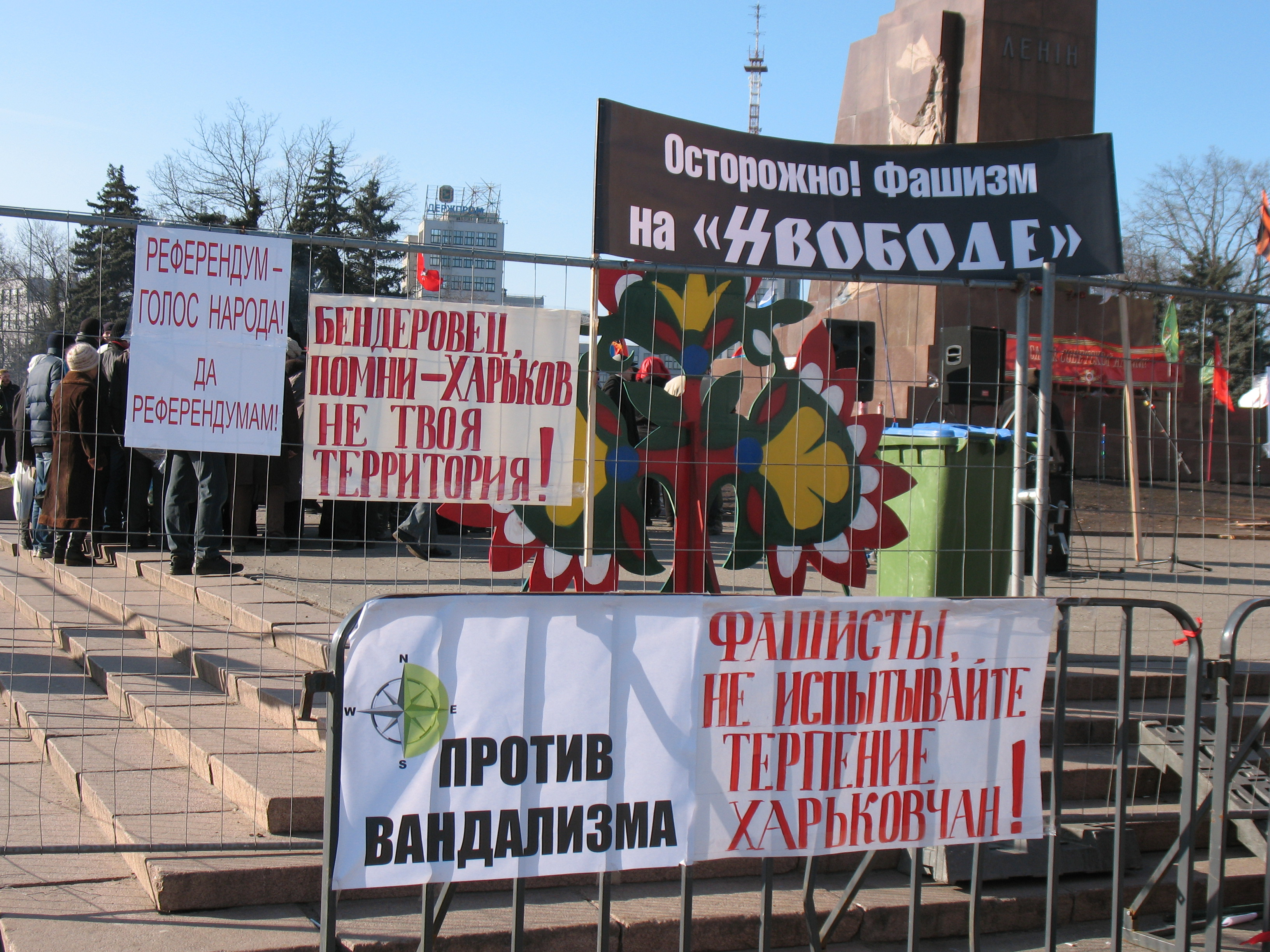
스보보다를 비난하는 플래카드, 2014년 하리코프

르비우를 중심으로 한 서우크라이나 갈리치아 지방에서 지지세가 강하다. 반면 러시아어가 우세한 동우크라이나에서는 미약하다. 2014년 1월 크림 자치 공화국 의회는 스보보다의 활동과 상징을 금지시켰다.

## 선거
| 날짜          | 정당 대표               | 비고 |
| ------------- | ----------------------- | ---- |
| 1995년~2004년 | 야로슬라프 안드루시키우 |      |
| 2004년~       | 올레흐 탸흐니보크       |      |

| 연도   | 총 투표수 | 총 득표 비율 | 획득 의석 | 의석 변화 | 내각 |
| ------ | --------- | ------------ | --------- | --------- | ---- |
| 1994년 | 49,483    | 0.20         | 0 / 450   |           |      |
| 1998년 | 45,155    | 0.20         | 1 / 450   | 1         | 야당 |
| 2002년 | 선거 불참 | 선거 불참    | 0 / 450   | 1         |      |
| 2006년 | 91,321    | 0.36         | 0 / 450   |           |      |
| 2007년 | 178,660   | 0.76         | 0 / 450   |           |      |
| 2012년 | 2,129,246 | 10.45        | 37 / 450  | 37        | 야당 |
| 2014년 | 741,517   | 4.71         | 6 / 450   | 31        | 야당 |
| 2019년 | 315,530   | 2.15         | 1 / 450   | 5         | 야당 |

## 같이 보기
- 자유당
- 우익 섹터

## 참고 문헌
- Olszański, Tadeusz A. (2011), 《Svoboda Party – The New Phenomenon on the Ukrainian Right-Wing Scene》 (PDF), OSW Commentary (56), Center for Eastern Studies (OSW), 2014년 4월 11일에 원본 문서 (PDF)에서 보존된 문서, 2014년 5월 29일에 확인함
- Rudling, Per Anders (2013), “The Return of the Ukrainian Far Right: The Case of VO Svoboda” (PDF), 《Analyzing Fascist Discourse: European Fascism in Talk and Text》 (Routledge), 228–255쪽
- Shekhovtsov, Anton (2011), “The Creeping Resurgence of the Ukrainian Radical Right?: The Case of the Freedom Party”, 《Europe-Asia Studies》 63 (2), doi:10.1080/09668136.2011.547696
- Shekhovtsov, Anton (2013). 《From Para-Militarism to Radical Right-Wing Populism: The Rise of the Ukrainian Far-Right Party Svoboda》. 《Right-Wing Populism in Europe: Politics and Discourse》 (London/New York: Bloomsbury). 249–263쪽. ISBN 978-1-78093-343-6.
- Umland, Andreas (2011), “Ukraine’s Right-Wing Politics: Is the Genie out of the Bottle?”, 《Open Democracy Russia and beyond》, 2017년 10월 14일에 원본 문서에서 보존된 문서, 2014년 5월 29일에 확인함